# Oliver Law
Oliver Law (ur. 23 października 1900, zm. 9 lipca 1937) – afroamerykański wojskowy, działacz komunistyczny i związkowy, którzy walczył po stronie republikańskiej w hiszpańskiej wojnie domowej. Przez cztery dni był dowódcą Brygady im. Abrahama Lincolna.

## Życiorys
Urodził się w zachodnim Teksasie, wstąpił do armii amerykańskiej w 1919, pozostał w wojsku aż do 1925 roku. Służył w 24. jednostce piechoty, afroamerykańskiej na granicy z Meksykiem. Po opuszczeniu wojska, udał się do Bluffton, w stanie Indiana, gdzie pracował w cementowni. Następnie przeniósł się do Chicago, gdzie prowadził taksówkę. W czasie Wielkiego Kryzysu znalazł pracę jako robotnik portowy. Potem próbował szczęścia z prowadzeniem małej restauracji, ale nie udało i dostał pracę na budowie. Był członkiem Międzynarodowej Obrony Pracy i wstąpił do Komunistycznej Partii Stanów Zjednoczonych w 1932. W latach 30. był aktywny w ruchu bezrobotnych.
Razem z Harrym Haywoodem organizował masowe protesty przeciwko okupacji Etiopii przez faszystowskie Włochy po II wojnie włosko-abisyńskiej. Został aresztowany przemawiając na demonstracji w Chicago w dniu 31 sierpnia 1935.
Ożenił się z Corrine Lightfoot, siostrą regionalnego lidera CP Claude Lightfoota.

## Wojna domowa w Hiszpanii
W 1936 dołączył do Brygady im. Abrahama Lincolna. Przyjechał do Hiszpanii w dniu 16 stycznia 1937, popierając Front Ludowy w walce z nacjonalistami.
Po nieudanej próbie zajęcia Madrytu przez atak czołowy generał Francisco Franco kazał odciąć drogę do miasta. Siły nacjonalistów liczące 40 tys. ludzi, przekroczyły rzekę Jarama 11 lutego 1937. Generał José Miaja wysłał trzy Brygady Międzynarodowe do Jarama, aby zablokować siły nacjonalistów. Law wkrótce został awansowany na kierownika sekcji. Dwa tygodnie później został mianowany dowódcą karabinów maszynowych, po śmierci poprzedniego dowódcy. Międzynarodówki ponosiły w tych walkach ciężkie straty. Oliver Law został zabity 10 lipca, prowadząc swoich ludzi do ataku na szczyt Mosquito.